# Briana Banks
Briana Banks (Múnich, 21 de mayo de 1978) es una actriz pornográfica estadounidense de origen alemán. Es una de las actrices porno que más ha cambiado físicamente a lo largo de su carrera. Por su desempeño considerada una de las mejores actrices porno de la historia. En 2009 entró a formar parte del Salón de la Fama de AVN.

## Biografía

### Juventud
Briana nace en Múnich, Alemania, de padre alemán y de madre italoestadounidense. Reside en su país natal hasta los cuatro años. Posteriormente sus padres se mudan a Londres y finalmente a Simi Valley, California, ya en los Estados Unidos. Briana tiene entonces siete años. A los 18 años opta por la nacionalidad estadounidense.

### Carrera como actriz porno
Su carrera empieza con diecinueve años cuando la actriz, que trabajaba en una compañía de seguros, decide buscar un empleo con mayores ingresos. Descubre un anuncio en un periódico de California donde se ofrece trabajo como modelo de desnudos prometiendo grandes sumas de dinero. Briana empieza así a posar para varias revistas porno.
Aconsejada por Earl Miller, fotógrafo de la revista Penthouse, decide saltar al cine porno. Para ello elige el pseudónimo de Mirage. Debuta en 1999 en University Coeds 18 junto al actor Brandon Iron. Tras ello vienen seis meses donde rueda a un ritmo frenético películas de poca calidad generalmente del género gonzo. Muestra de ello son películas como More Dirty Debutantes 108, Video Virgins 47 o New Ends 14. Aún con el nombre de Mirage Briana grabó una escena con lluvia dorada con el polémico actor y director Max Hardcore en el vídeo Hardcore Schoolgirls 14, lanzado en 2000.
Tras una pausa en su carrera Briana regresa con una larga melena rubia y unos senos operados en dos ocasiones para conseguir su aspecto actual. La transformación afecta también a su nombre artístico ya que lo cambia a Briana Banks. La nueva Briana debuta en Decadent Whores 9. Poco después se convierte en la Pet of the Month, del mes de junio de 2001 de la revista Penthouse. Ese mismo año ficha por Vivid y no tarda en protagonizar algunas de las películas más relevantes de la productora.
Tras una pausa en su carrera la actriz regresa con títulos como la multipremiada en los Premios AVN, por ejemplo una coproducción entre Vivid y Red Light District del (2006), donde la actriz se atreve con una doble penetración vaginal.
A finales de octubre de 2008 anuncia su voluntad de dejar Vivid para crear su propia productora llamada : Briana Banks Entertainment. Tiene previsto ver la luz a principios de 2009.
En sus películas, Briana realiza habitualmente escenas de sexo anal y practica felaciones profundas. Al combinarlas es frecuente verla practicando A2M.

## Vida personal
Tuvo una relación de varios años y llegó a prometerse con el actor porno Bobby Vitale, pero su relación terminó en 2006 y nunca llegaron a casarse, puesto que este tuvo una hija con la actriz Nikki Tyler.

## Filmografía parcial
| Año  | Película                                         | Estudio                   |
| ---- | ------------------------------------------------ | ------------------------- |
| 1999 | University Coeds 18 junto al actor Brandon Iron. | Dane Productions          |
| 2000 | Hardcore Schoolgirls 14                          | Max Hardcore              |
| 2000 | Briana Loves Jenna con la actriz Jenna Jameson.  | Vivid Entertainment Group |
| 2000 | Babewatch 12                                     | Vivid Entertainment Group |
| 2001 | Filthy Whore                                     | Vivid Entertainment Group |
| 2002 | Bankable                                         | Vivid Entertainment Group |
| 2002 | Chatterbox                                       | Vivid Entertainment Group |
| 2002 | Heart Breaker                                    | Vivid Entertainment Group |
| 2003 | The Violation Of Briana Banks                    | Vivid Entertainment Group |
| 2004 | Last Girl Standing                               | Vivid Entertainment Group |
| 2005 | Briana's Backyard BBQ                            | Vivid Entertainment Group |
| 2007 | Stunner                                          | Vivid Entertainment Group |

## Premios
| Año  | Premio                 | Resultado | Estudio                                        |
| ---- | ---------------------- | --------- | ---------------------------------------------- |
| 2001 | Pet of the Month       | Ganadora  | Revista Penthouse                              |
| 2007 | Layout                 | Nominada  | AVN                                            |
| 2008 | Perfect Match del 2006 | Nominada  | Vivid Entertainment Group y Red Light District |
| 2008 | Touch Me               | Nominada  | Vivid Entertainment Group                      |